# لياندرو بوتارو
لياندرو بوتارو (بالألمانية: Leandro Putaro) (7 يناير 1997 بغوتينغن في ألمانيا - ) هو لاعب كرة قدم ألماني في مركز الهجوم. لعب مع نادي فولفسبورغ.

## وصلات خارجية
- لياندرو بوتارو على موقع الاتحاد الأوربي (الإنجليزية)
- لياندرو بوتارو على موقع قاعدة بيانات كرة القدم.إي يو (الإنجليزية)
- لياندرو بوتارو على موقع Soccerway.com (الإنجليزية)
- لياندرو بوتارو على موقع عالم كرة القدم.نت (الإنجليزية)
- لياندرو بوتارو على موقع AS.com (الإسبانية)